# Deserto de Ryn

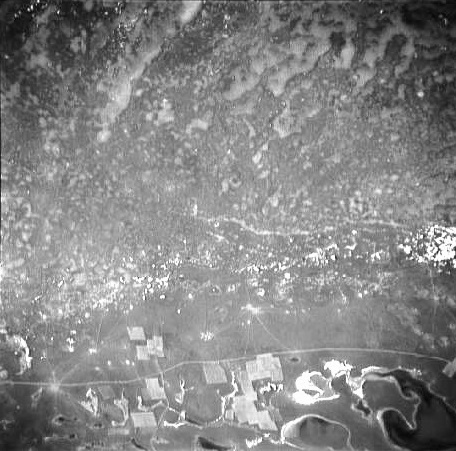
Trecho do deserto visto de satélite da NASA em 1991.

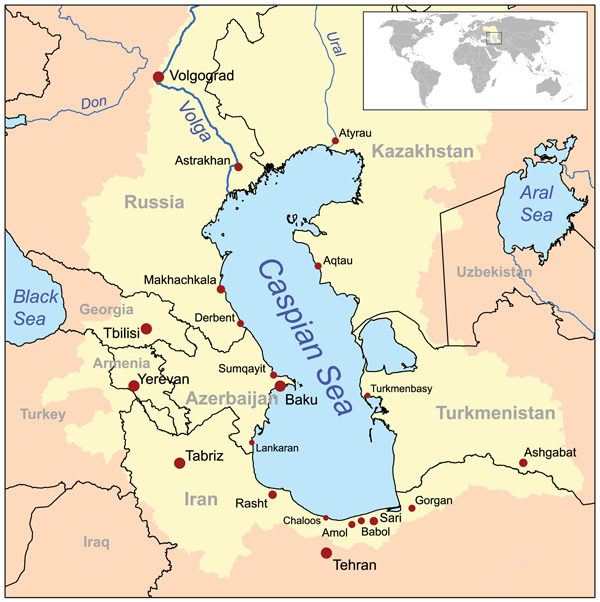
Localização do deserto na depressão caspiana.

O Deserto Ryn ou Deserto Ryn-Peski (em russo: Рын-пески; em cazaque: Нарын-Құм), é um deserto do Cazaquistão ocidental e sudeste de Kalmykia, RússiaPredefinição:Source?, ao norte do mar Cáspio e do sudeste do rio Volga, no Planalto de Valdai. As fronteiras do deserto são muito vagamente definido. Alguns mapas mostram o deserto quase inteiramente dentro da depressão dos mares Aral e Cáspio, que se estende quase até à costa do Mar Cáspio, enquanto outros mostram que a norte da depressão. Ela fica a oeste do rio Ural entre 46° e 49° de latitude norte e 47° a 52° de longitude leste. As temperaturas podem chegar a extremos máximos de 45°C a 48°C durante o verão e no inverno podem cair para um mínimo de -28°C a -36°C.
Muitas cidades pequenas estão espalhadas por todo o deserto Ryn, e densidade populacional é de entre 1 e 15 habitantes por quilômetro quadrado. O Ryn situa-se numa zona de clima semi-árido, e recebe muito pouca chuva.
Ventanias varrem todo o deserto e, em 2001, uma tempestade de areia no mar Báltico, foi determinado como sendo originário do Deserto de Ryn. Um estudo do transporte da areia de longo alcance para a região do Mar Báltico, analisando a poluição eólica na Escandinávia, mostrou que concentrações de aerossóis foram mais influenciadas na região do deserto de Ryn que no Deserto do Saara na África.